# Batta Batta: Kampen mod Ultra
Batta Batta: Kampen mod Ultra er et dansk børneadventurespil udviklet af Studio 1-2 og udgivet af Børnenes Favoritter i 2000.. Spillet var det første i Batta Batta-serien og blev efterfulgt af Batta Batta: Kejserens gave i 2001.

## Modtagelse
Spillet modtog positive anmeldelser. Politikens computerspilredaktør, Lisbeth Schierbeck, beskrev spillet som en vellykket blanding af en god historie og en lang række forskellige småspil.
Schierbeck anpriste desuden spillets brugerflade, grafik og lydside og beskrev hovedpersonen som en herlig drengefigur.
Jyllands-Postens anmelder Niels Sandøe tildelte spillet fem ud af seks stjerner og karakteriserede det som et virkeligt godt dansk drengespil for dem i børnehaveklasse og op til anden klasse.
Et par irritationsmomenter, såsom fraværet af en knap til at lukke spillet, afholdt Sandøe fra at give spillet topkarakter.

## Eksterne links
- Officiel hjemmeside (arkiveret udgave)

| computerspil | Spire Denne computerspilsrelaterede artikel er en spire som bør udbygges. Du er velkommen til at hjælpe Wikipedia ved at udvide den. |